# Teatro

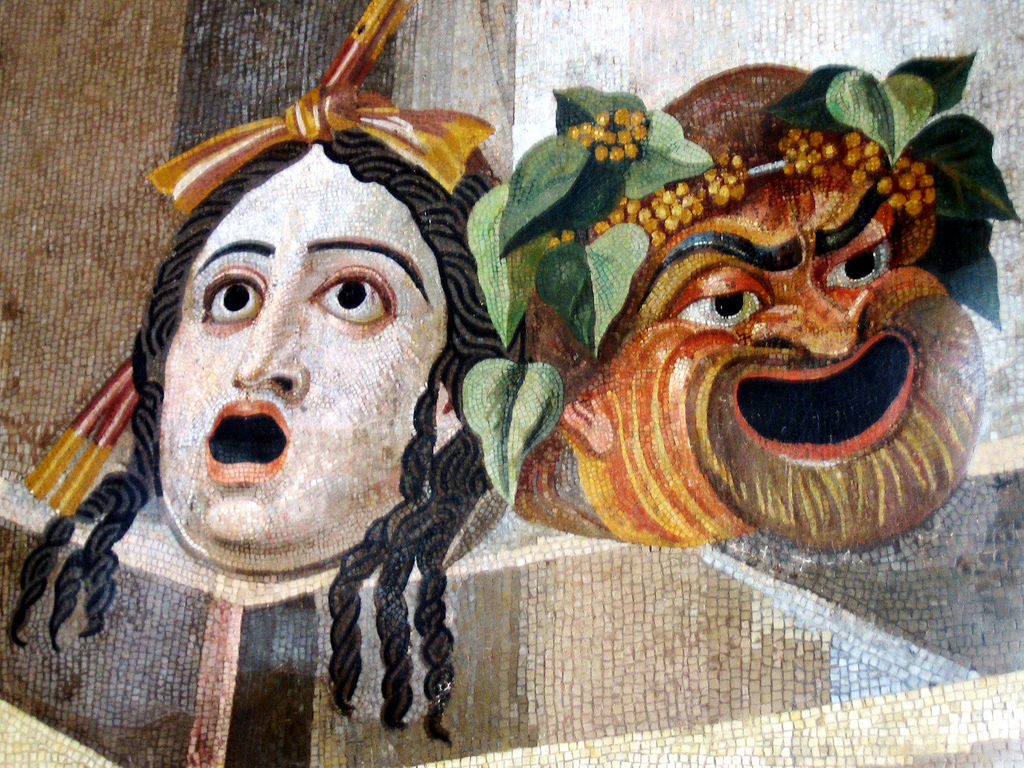
Le maschere teatrali raffiguranti la tragedia e la commedia: costituiscono ancora oggi uno dei simboli dell'arte teatrale nel suo complesso

Il teatro (dal greco antico θέατρον?, théatron, "luogo di pubblico spettacolo"; dal verbo θεάομαι, theàomai, "osservo", "guardo", la stessa radice di theoreo, da cui "teoria") è un insieme di differenti discipline, che si uniscono e concretizzano l'esecuzione di un evento spettacolare dal vivo.

## Storia
Alle origini del teatro vi è il desiderio umano di rendere tangibile il rapporto con il divino attraverso riti e danze sacre, unito al bisogno di intrattenimento e di definizione dei legami sociali mediante la festa e la finzione ludica. Il ritrovamento di un papiro, nel 1928, da parte di Kurt Sethe, ha dimostrato come, mille anni prima della nascita della tragedia greca, il teatro fosse praticato nell'antico Egitto sotto forma del culto dei "Misteri di Osiride". Dall'archeologia è noto inoltre come la civiltà minoica conoscesse l'uso di strumenti musicali, come la cetra e il flauto, e come l'arte della danza fosse già praticata come mimica di azioni di caccia o di guerra.

### Teatro nella Grecia classica ed ellenistica
Il teatro greco classico nasce nel VI secolo a.C. ad Atene, in contesto religioso e festivo, con le rappresentazioni tragiche e comiche legate al culto di Dioniso. Le opere di Eschilo, Sofocle ed Euripide svilupparono la tragedia, mentre Aristofane e Menandro diedero forma alla commedia. Durante l'epoca ellenistica (IV-I secolo a.C.), il teatro divenne più spettacolare e meno religioso, con una maggiore attenzione alla scenografia e all'uso di attori professionisti.

### Teatro romano
Pur ispirandosi al modello greco, il teatro romano sviluppa tratti distintivi, privilegiando l’aspetto spettacolare e rivolgendosi a un pubblico più ampio. Le commedie di Plauto e Terenzio si caratterizzano per la loro vivacità e per l’influsso della tradizione farsesca italica. Con l’Impero, il teatro abbandona progressivamente la sua funzione culturale originaria, avvicinandosi a forme popolari di intrattenimento come il mimo e il pantomimo.

### Teatro indiano
Il teatro indiano ha radici antichissime, come testimonia il "Natya Shastra", un trattato risalente al II secolo a.C. La forma più nota è il teatro sanscrito, rappresentato nei templi e nei cortili reali, con drammi epici e mitologici, come quelli di Kalidasa. Il teatro popolare indiano include varie tradizioni regionali, tra cui il Kathakali e il Yakshagana, caratterizzate da danza, musica e costumi elaborati.

### Teatro dell'Asia orientale
Il teatro in Cina, Giappone e Corea ha sviluppato forme uniche. In Cina, il teatro delle ombre e l'Opera di Pechino combinano musica, danza e arti marziali. In Giappone, il Noh e il Kabuki sono le forme più celebri: il primo è raffinato e simbolico, mentre il secondo è più popolare e dinamico. In Corea, il teatro tradizionale include il Pansori, una forma di narrazione musicale.

### Teatro indonesiano
Il teatro indonesiano è fortemente influenzato dalle tradizioni orali e dalle danze rituali. Il Wayang Kulit, teatro delle ombre giavanese, è una delle forme più rappresentative, con narrazioni tratte dal Ramayana e dal Mahabharata. Anche il Ludruk e il Topeng sono espressioni teatrali popolari, che mescolano satira e musica.

### Tradizioni islamiche medievali
Nel mondo islamico medievale, le rappresentazioni teatrali erano limitate da restrizioni religiose, ma esistevano forme di spettacolo come il "Ta'ziyeh", un dramma rituale sciita che rievoca il martirio di Husayn ibn Ali. Altre forme includevano racconti orali e spettacoli di burattini, come il "KaragÃ¶z" ottomano.

### Teatro moderno e teatro moderno in Occidente
Il teatro moderno nasce tra il XIX e il XX secolo con l'affermarsi del Realismo e del Naturalismo, grazie a drammaturghi come Henrik Ibsen e Anton Chekhov. Nel Novecento, movimenti d'avanguardia come l'Espressionismo, il teatro dell'assurdo e il teatro epico di Bertolt Brecht rivoluzionano la scena teatrale. Il teatro contemporaneo si caratterizza per la contaminazione tra generi e linguaggi, con esperimenti multimediali e nuove forme di drammaturgia.

## Descrizione generale
Il teatro comprende le arti tramite cui viene rappresentata, sotto forma di testo recitato o drammatizzazione scenica, una storia (un dramma, parola derivante dal verbo greco δραω drao = agisco). Una rappresentazione teatrale si svolge davanti ad un pubblico utilizzando una combinazione variabile di parola, gestualità, musica, danza, vocalità, suono e, potenzialmente, ogni altro elemento proveniente dalle altre arti performative.
Non sempre è necessaria la presenza di un testo: il movimento del corpo in uno spazio con fini artistici ed illustrativi, eseguito di fronte ad uno spettatore, è definito di per sé teatro. Oltre al teatro di prosa in cui la parola (scritta o improvvisata) è l'elemento caratterizzante, il teatro può avere forme diverse, quali l'opera cinese, il teatro dei burattini, il mimo, che differiscono non solo per area di nascita, ma per il differente utilizzo sia delle componenti che costituiscono la rappresentazione, sia per i fini artistici che esse perseguono.
L’arte di dare vita a una storia attraverso parole o azioni sceniche prende il nome di recitazione, o arte drammatica.
In molte lingue come il francese (jouer), l'inglese (to play), il russo (играть - pron. igrat'), il tedesco (spielen), l'ungherese (játszik) il verbo "recitare" coincide col verbo "giocare". Il termine italiano, invece, pone l'accento sulla finzione, sulla ripetizione del gesto o della parola o, secondo altre spiegazioni etimologiche, deriverebbe da un termine adoperato per indicare la retorica, e quindi la capacità di convincere il pubblico.
Come qualsiasi altra forma artistica e culturale anche il teatro si è evoluto dalle origini ad oggi, nelle diverse epoche e luoghi. La storia del teatro occidentale pone come origine di questa disciplina la rappresentazione teatrale nella cultura dell'antica Grecia: i precedenti esempi teatrali (Egitto, Etruria e altri) ci aiutano a comprendere la nascita di questo genere, ma non vi sono sufficienti fonti per delinearne le caratteristiche.

## Le definizioni
(Stendhal, Roma, Napoli e Firenze nel 1817)

Teatro Colòn, teatro d'opera

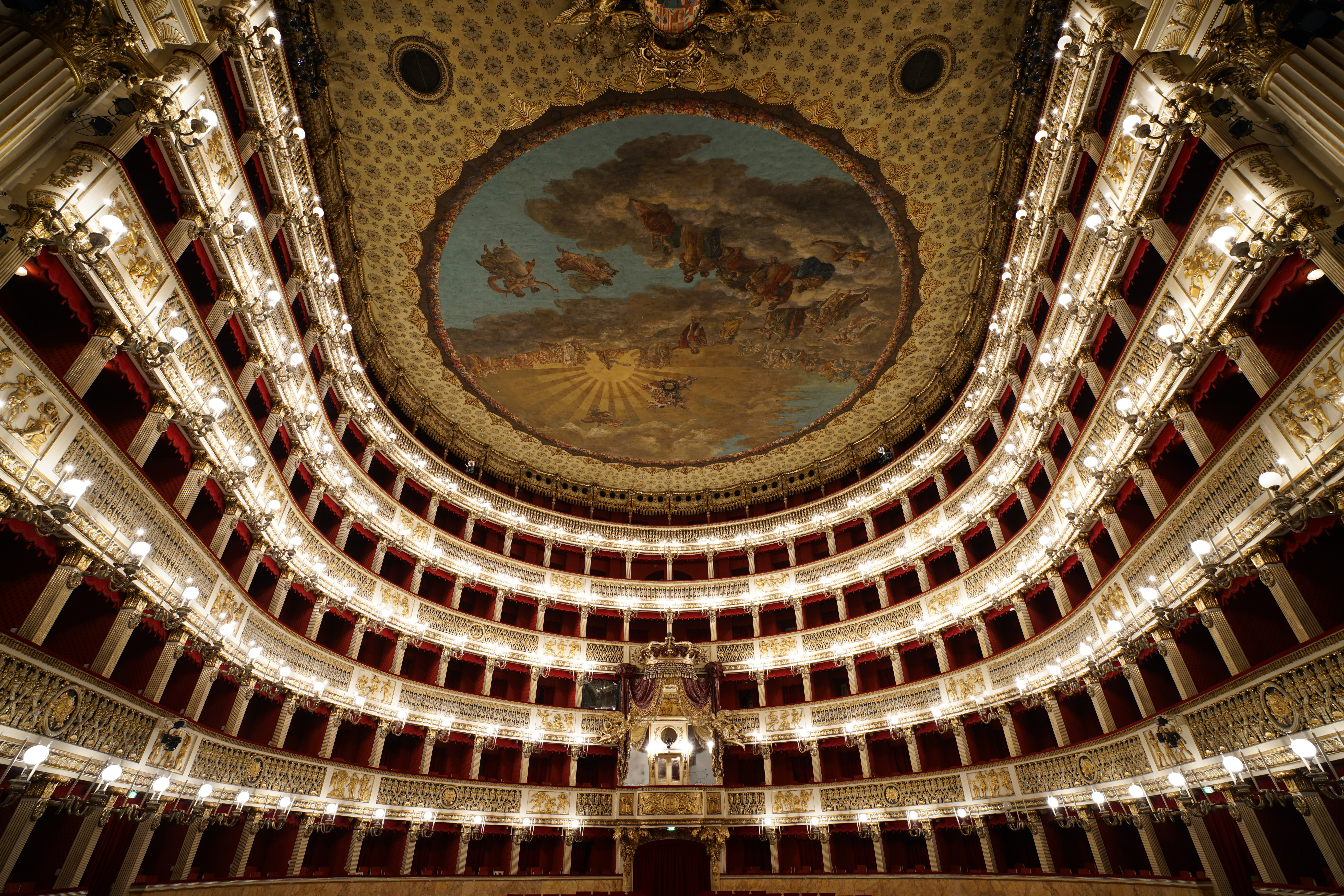
Teatro San Carlo a Napoli

Da Aristotele a oggi, il termine ha subito diverse interpretazioni e sviluppi, ed è certo che il dibattito intorno a una definizione esaustiva dell'evento teatrale continuerà in futuro.
Sintetizzando i punti di convergenza dei diversi insegnamenti che hanno attraversato il teatro contemporaneo negli ultimi decenni, si possono trovare elementi comuni per una definizione: il teatro è quell'evento che si verifica ogni qual volta ci sia una relazione tra almeno un attore che agisca dal vivo in uno spazio scenico e uno spettatore che dal vivo ne segua le azioni.
Silvio D'Amico ha definito appunto il teatro come «la comunione d'un pubblico con uno spettacolo vivente».
(Silvio D'Amico, Storia del teatro)
In senso lato può avvenire anche fuori dagli spazi consueti, in ogni luogo dove sia possibile raccontare una storia o catalizzare l'attenzione di un pubblico.
Gli elementi essenziali che distinguono un evento teatrale da, per esempio, una conferenza o dal vociare di un mercato pubblico, sono, nella pratica teatrale:
1. la scelta consapevole di una forma (nella finzione drammatica il personaggio o la maschera);
2. la definizione di uno spazio nel quale tale forma possa agire (il palcoscenico, tradizionale o improvvisato);
3. il tempo stabilito dell'azione (l'elemento drammaturgico, la durata di un testo o di una partitura gestuale).

È utile notare come, in ogni caso, spesso l'improvvisazione renda variabili le costanti sopra descritte, anche se è opinione corrente dei maestri di questa disciplina che solamente il rigore di uno schema predefinito renda l'attore libero di variarlo.
Più in generale, ciò che separa il teatro da altri avvenimenti che coinvolgono un pubblico è il carattere di compiutezza dell'azione scenica, che la rende classificabile come arte e la distingue dagli altri eventi sociali, didattici o semplicemente quotidiani.
Ciò non esclude del tutto che l'evento teatrale (la 'magia' di Eduardo) si possa temporaneamente manifestare anche in altri contesti: nella parentesi narrativa di un insegnante durante una lezione scolastica, o nella esibizione di un giocoliere in una piazza affollata.

## Lo spazio del teatro

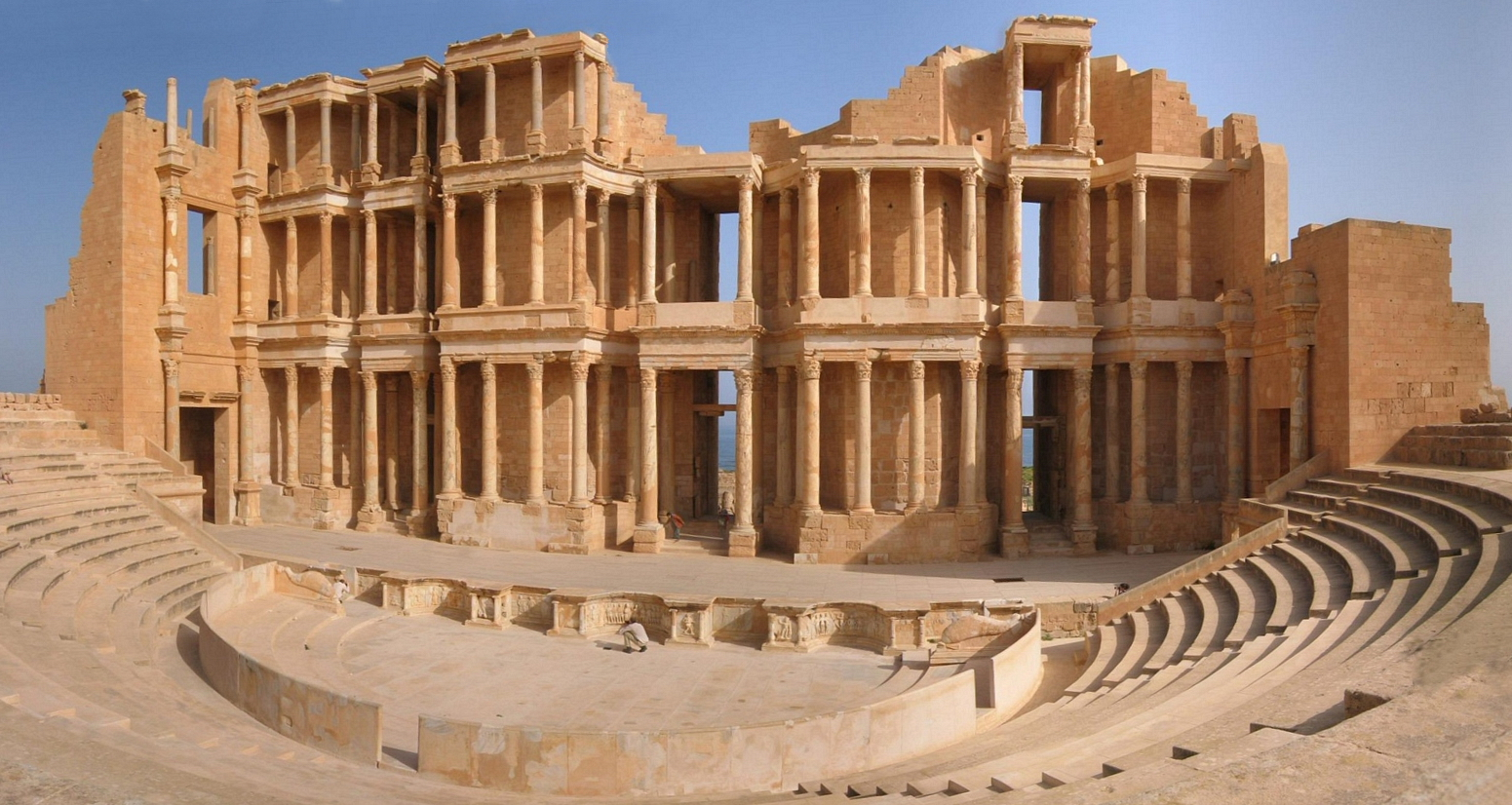
Il Teatro di Sabratha in Libia

Nel teatro il concetto di spazio ha almeno due significati: il primo è lo spazio fisico, il luogo della rappresentazione, il secondo è lo spazio dell'immaginazione, quello che Vladimir Toporov definisce come mitopoietica.
Il luogo teatrale, spazio 'concreto' dell'azione scenica, può identificarsi con un teatro o una qualsiasi altra struttura adatta a ospitare una rappresentazione (nel caso del teatro di strada, al contrario, sono attori e pubblico ad adattarsi a una struttura destinata ad altri scopi). All'interno del luogo teatrale può essere delimitato lo spazio scenico, ovvero il perimetro della rappresentazione vera e propria, affidata agli attori.
Lo spazio rappresentato, inesistente fino a un momento prima dell'inizio della rappresentazione, è il luogo mentale che viene evocato, grazie all'immaginazione dello spettatore e alla maestria dell'artista che ne crea i confini, con la possibilità, durante la performance, di variarne continuamente le dimensioni e la forma (si può citare, a questo proposito, lo spazio variabile creato dall'artista del mimo che voglia rappresentare una cella, un muro, o uno spazio sconfinato).
A volte, lo spazio rappresentato può coincidere con il luogo teatrale. È il caso di spettacoli o performance iper-realistici, o di rappresentazioni teatrali (ne è un esempio lo spettacolo Barboni di Pippo Delbono, messo in scena in un androne della Stazione Centrale di Milano nel 1998) in cui gli attori, rappresentando sé stessi, compiono azioni teatrali in un luogo che coincide con il luogo reale in cui essi potrebbero agire quotidianamente.
Chiaramente definito, lo spazio rappresentato è stato, nel tempo e nella cultura occidentale moderna, incorniciato nell'arco scenico che, nel teatro all'italiana, divideva nettamente il luogo dell'azione scenica da quello della fruizione: solo in epoche recenti, rifacendosi agli esempi degli antichi, l'azione si è spostata anche nel luogo della fruizione, per tentare la "riconciliazione" tra una tipologia di teatro che non prevedeva la partecipazione dello spettatore e una che, invece, sosteneva la sua importanza all'interno della relazione teatrale.

## I tempi teatrali

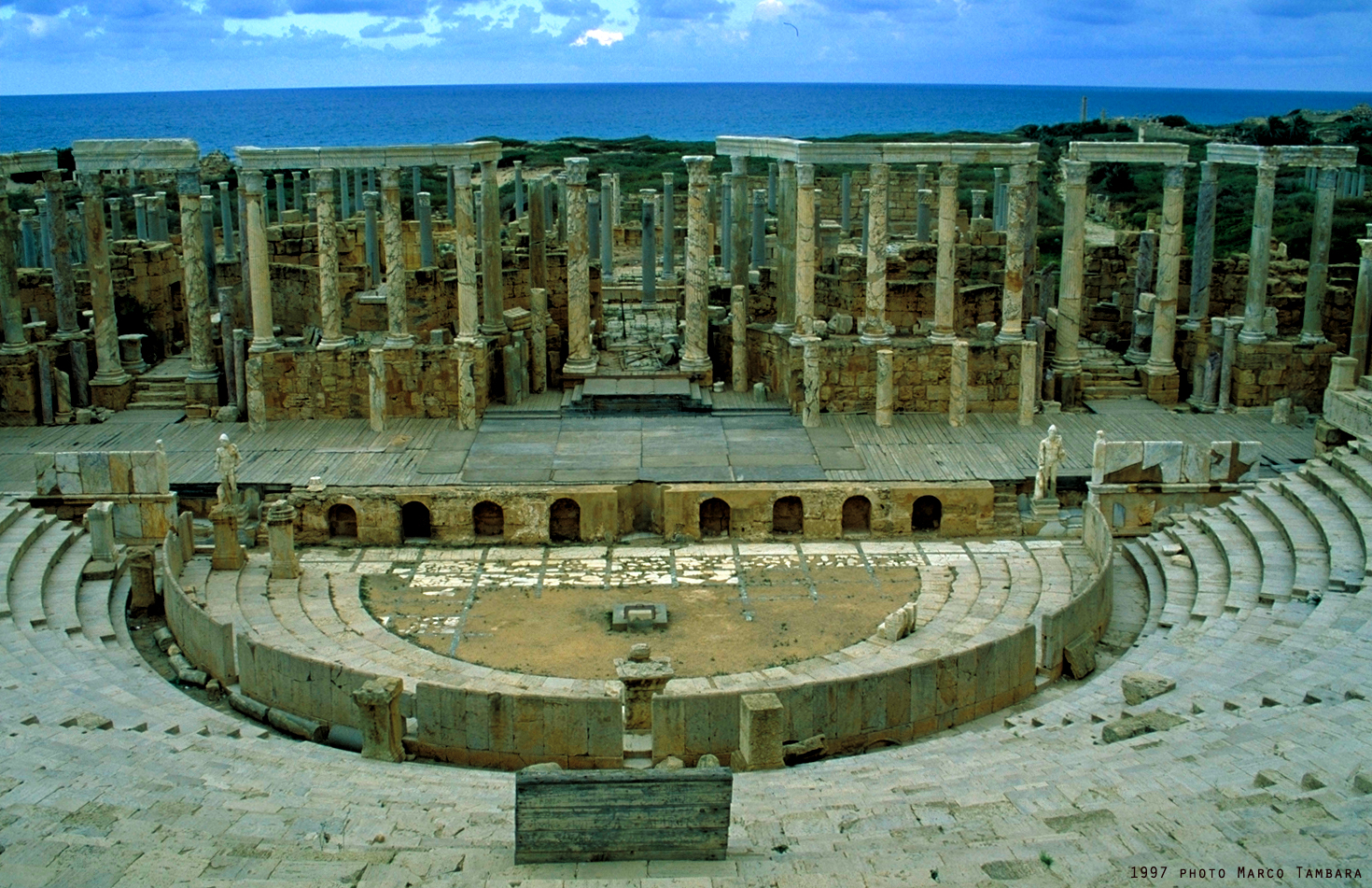
Teatro Romano di Leptis Magna

L'elemento temporale, in una rappresentazione teatrale, è ciò che ne determina più di ogni altra cosa le caratteristiche di alterità rispetto all'esperienza quotidiana. Dalla ideazione, attraverso il tempo dedicato alle prove, fino alla rappresentazione, i tempi teatrali prendono il sopravvento sul tempo individuale, coinvolgendo alla fine all'interno di coordinate extra-quotidiane anche il pubblico, che tornerà al proprio tempo abituale al calare del sipario.
Lo studio del tempo è parte integrante e fondamentale dello studio dell'attore teatrale: evidente nel caso di una battuta comica, la precisione di tempo e ritmo nella parola e nell'azione determina la riuscita di una scena, e spesso dell'intera rappresentazione. Questo è particolarmente determinante in ogni azione performativa che si svolga dal vivo, in cui il riscontro del pubblico è immediato: lo spettatore stesso concorre a determinare il tempo comune dell'evento teatrale, di per sé irripetibile, anche durante le repliche di uno stesso spettacolo.
Si può quindi parlare di tempo teatrale come di un'esperienza transitoria e unica, in cui si incontrano il tempo dell'esecuzione con quello della fruizione. (cfr. Insulti al pubblico di Peter Handke).
La durata della rappresentazione come evento, nella storia del teatro, fu definita in ogni epoca con modalità differenti. Nel teatro greco, il tempo della rappresentazione coincideva con la durata di un'intera giornata, spesso coincidente con il tempo rappresentato nel testo, come l'esempio della tetralogia dell'Orestea di Eschilo, che si apre all'alba concludendosi con il calare del giorno. Nel teatro medioevale, si estese fino a comprendere, in alcuni misteri, anche 25 giorni consecutivi. Nel teatro colto del Cinquecento si arrivò alla divisione in tre atti, fino ad arrivare ad oggi con i tradizionali due tempi con intervallo, rispettati nella maggior parte delle produzioni teatrali. Sperimentazioni, nel senso della sintesi estrema o al contrario della dilatazione, sono state eseguite da molti artisti e registi del Novecento. Un esempio di sperimentazione delle possibili variazioni temporali nell'evento teatrale sono gli spettacoli itineranti, che spesso hanno struttura ciclica, nei quali lo spettatore ha la possibilità di fruire della rappresentazione da un punto non necessariamente coincidente con l'inizio, e ripetere la visione per il tempo desiderato. Un esempio recente è lo spettacolo Infinities, allestito da Luca Ronconi nel 2001.
Il tempo narrato sulla scena, necessariamente 'al presente' anche quando si riferisca ad eventi passati, è il frutto di una convenzione che intuitivamente si stabilisce tra i due protagonisti dell'evento: l'artista e lo spettatore. Entrambi, sospendendo le regole che governano le rispettive esistenze, si prestano ad una sorta di gioco, spendendo le proprie energie nel costruire il rapporto che si genera. Durante una serata particolarmente riuscita, entrambi escono dall'edificio teatrale con una diversa percezione. Per molti attori questo si accompagna a una sorta di 'felice spossatezza' fisica ed emotiva, fatto che ha portato molti maestri del teatro ad utilizzare, per l'esperienza performativa, la similitudine con l'atto sessuale. Come in quest'ultimo, è stato detto non senza ironia, la riuscita è determinata dal rispetto di un climax, che porti l'attore e lo spettatore a raggiungere gradualmente il culmine dello spettacolo attraverso un sapiente aumento del ritmo dell'azione.
Nella convenzione teatrale, spesso allo spettatore è affidato il compito di ricomporre cronologicamente i fatti che gli vengono presentati in una successione non sempre consequenziale. Nell'Edipo re di Sofocle, ad esempio, la storia inizia quasi dalla fine, nel giorno in cui Edipo, al termine della sua avventura, vedrà palesarsi il suo destino tragico. In questo caso, l'intervento dei messaggeri e del coro fornisce gli elementi necessari alla ricostruzione degli eventi. Aristotele, nella Poetica, definì il tempo di una rappresentazione come unitario, ossia un corso temporale che si svolga compiutamente dall'inizio alla fine. Il filosofo aveva anche asserito che l'azione dell'epopea e quella della tragedia differiscono nella lunghezza "perché la tragedia fa tutto il possibile per svolgersi in un giro di sole o poco più, mentre l'epopea è illimitata nel tempo". Nella tragedia greca il coro, tra l'altro, era essenziale, per evitare incongruenze e spiegare gli antefatti. Orazio, come Aristotele, insistette sul concetto di unità. In epoca rinascimentale, ad Aristotele vennero attribuite le cosiddette tre unità, di azione, luogo e tempo, in cui quest'ultima sancirebbe la regola sopra descritta (peraltro presente come convenzione in molti testi del teatro greco antico, come nell'esempio citato).
Il teatro elisabettiano e spagnolo prima, e più radicalmente il teatro contemporaneo hanno mescolato e rivoluzionato non solo i generi, ma anche le convenzioni relative al tempo rappresentato. Brecht, Samuel Beckett, Tadeusz Kantor, Thomas Eliot, hanno proposto nuovi schemi narrativi, in cui l'elemento temporale entra a far parte delle scelte stilistiche. Con Brecht, l'uso epico del tempo teatrale (definito nella modalità di un racconto distaccato di avvenimenti lontani, anche quando il personaggio parla in prima persona) concorre all'effetto di straniamento perseguito dall'autore, in Beckett la durata è determinata dal tempo del pensiero non-logico, un tempo interiore contraddittorio, che rappresenta il dramma dei personaggi con l'utilizzo di un linguaggio e di azioni apparentemente innocenti. In Ionesco la definizione di tempi e silenzi è una precisa indicazione narrativa:
(La cantatrice calva di Eugène Ionesco)
Più recentemente sono stati mutuati nel linguaggio teatrale stili e modi provenienti dal cinema e dalle arti visive. L'utilizzo di flashback e flashforward, di video proiettati sul fondale o in schermi, moltiplicando le possibilità di raccontare tempi diversi, anche contemporaneamente.

## Stili teatrali
(Katie Holmes)

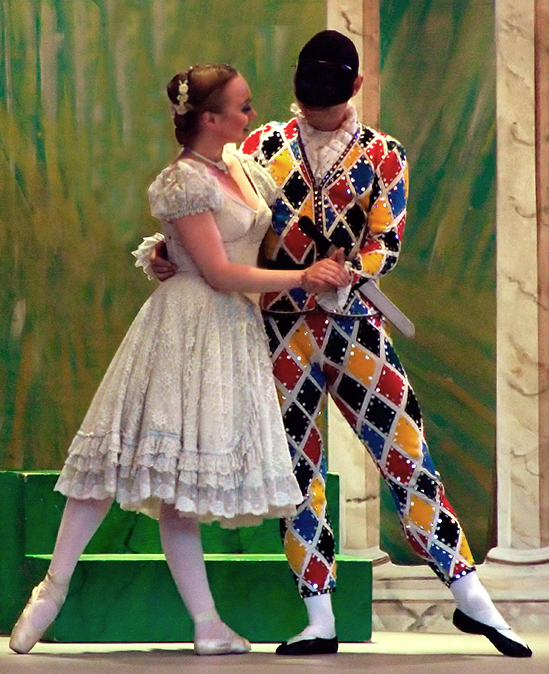

Ci sono innumerevoli stili e generi che possono essere impiegati dai commediografi, dai registi e dagli impresari per venire incontro ai diversi gusti del pubblico, nei diversi contesti e culture. Se ne possono elencare alcuni, anche se la lista sarà sempre incompleta, considerando il fatto che i generi elencati non si escludono a vicenda. La ricchezza del teatro è tale che i praticanti di questa disciplina possono prendere in prestito elementi di ognuno di questi stili e presentare lavori multi-disciplinari in una combinazione virtualmente infinita.
- Tragedia: è un dramma di intento serio e di significato in genere elevato, generalmente di tema mitologico o storico e perciò spesso ambientata fra gli dei od alla corte di un re, (vedi tragedia greca) in cui un personaggio eroico affronta gli eventi o le conseguenze delle sue azioni, e generalmente si conclude con la morte dei protagonisti o con la descrizione della loro pena. In epoca classica, raccontava un fatto perlopiù noto a tutti.
- Commedia: perlopiù a lieto fine, la commedia ha temi leggeri, si occupa di problemi quotidiani e mette a nudo le debolezze dei suoi personaggi. Generalmente i personaggi sono persone comuni che si trovano negli ambienti del ceto medio-alto urbano (servi compresi). La risata è il segno più forte di complicità tra spettatore e attore, e la maestria nel delineare personaggi comici ha portato al successo numerosi attori teatrali.
- Musical: (abbreviazione di musical comedy) è un genere di rappresentazione teatrale in cui l'azione viene portata avanti sulla scena non solo dalla recitazione, ma anche dalla musica, dal canto e dalla danza.
- Concerto-show: è una moderna forma ‘ibrida’ di spettacolo teatrale che coniuga in modo coerente le due espressioni singolarmente ben definite e definibili. Si adatta molto bene alla messa in scena di opere liriche, musical, ecc. con l'intenzione di dare risalto all'aspetto musicale del lavoro senza trascurare, quando e dove possibile, quelli scenografici, costumistici, coreografici, di ambientazione. Per la sua stessa flessibilità nella messa in scena, si adatta ad ambienti anche di dimensioni ridotte. In tempi recenti risulta arricchito, e quindi maggiormente gradevole, dalle moderne tecnologie in campo audiovisivo. Un esempio recente, con ritorni positivi da parte degli spettatori, è rappresentato dall'Opera Musicale Moderna “Raffaello e la leggenda della Fornarina” (Musica e Libretto: Giancarlo Acquisti) presentata in questa veste di Concerto-Show, nel 2011, al Teatro Argentina di Roma e successivamente ai “Musei Capitolini”. A esso si stanno ispirando nuovi spettacoli:

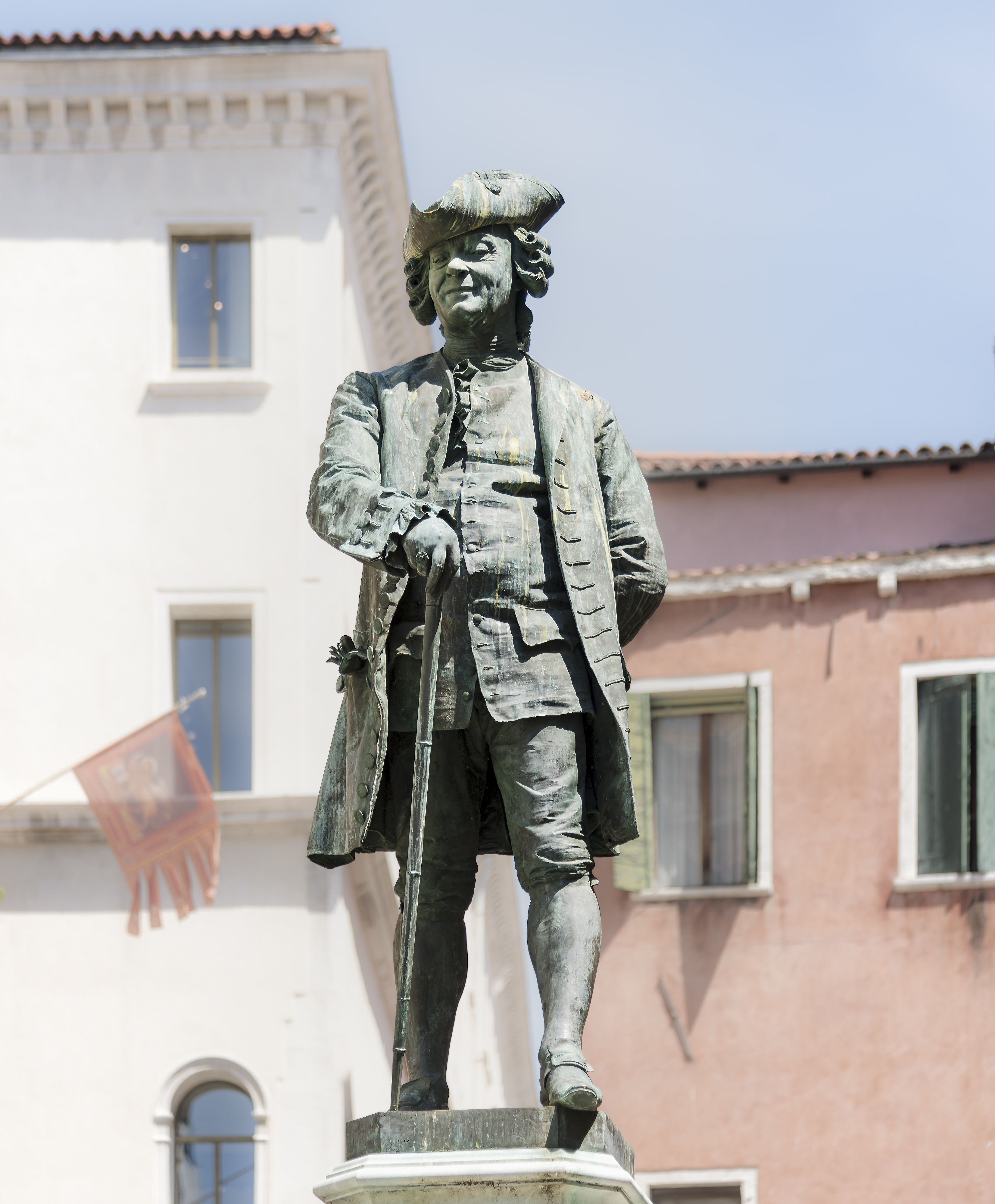
Monumento a Carlo Goldoni a Venezia

- Commedia dell'arte: è una rappresentazione in cui gli attori, basandosi su un canovaccio, rappresentano vicende ispirate alla realtà quotidiana, arricchite con numeri acrobatici, danze e canti, e con l'ausilio di maschere.
- Teatro dell'assurdo: è in genere riferito ad un particolare stile teatrale di scrittori di teatro europei ed americani sviluppatosi tra gli anni quaranta e sessanta del Novecento; si caratterizza per dialoghi apparentemente senza significato, ripetitivi e senza connessioni logiche.
- Grand Guignol: è un dramma contenente scene macabre di pronunciata e spesso esagerata efferatezza, con l'ausilio di effetti speciali più o meno rudimentali.
- Mimo: è una rappresentazione di azioni, caratteri e personaggi che si serva solamente della gestualità piuttosto che della parola.
- Kabuki: è una forma di teatro, sorta in Giappone all'inizio del '600. Le vicende sono espresse attraverso l'emotività dei singoli personaggi, il particolare prevale sempre su considerazioni morali o politiche di carattere generale. Al testo, che spesso non ha un'unitarietà narrativa, si aggiungono movimenti stilizzati e un uso della voce vicino al canto.
- Nō: è una forma di teatro sorta in Giappone nel XIV secolo che presuppone una cultura elevata per essere compreso, a differenza del Kabuki che ne rappresenta la sua volgarizzazione. È caratterizzato dalla lentezza, da una grazia spartana e dall'uso di maschere caratteristiche.

### Il teatro drammatico
Il dramma è un'opera letteraria che deve essere rappresentata. Sicuramente può essere definito teatro uno spettacolo coreografico, il varietà, gli spettacoli musicali e i numeri da prestigiatore, le esibizioni dei giocolieri nel circo, così come i pagliacci. Di norma, però la storia del teatro restringe il campo della sua indagine alla forma «principe» di evento teatrale: il teatro drammatico. Vale a dire la rappresentazione, la finzione drammatica, in cui gli attori interpretano personaggi, storie, ambienti diversi dai propri, intendendo con questo dare vita a una forma d'arte.

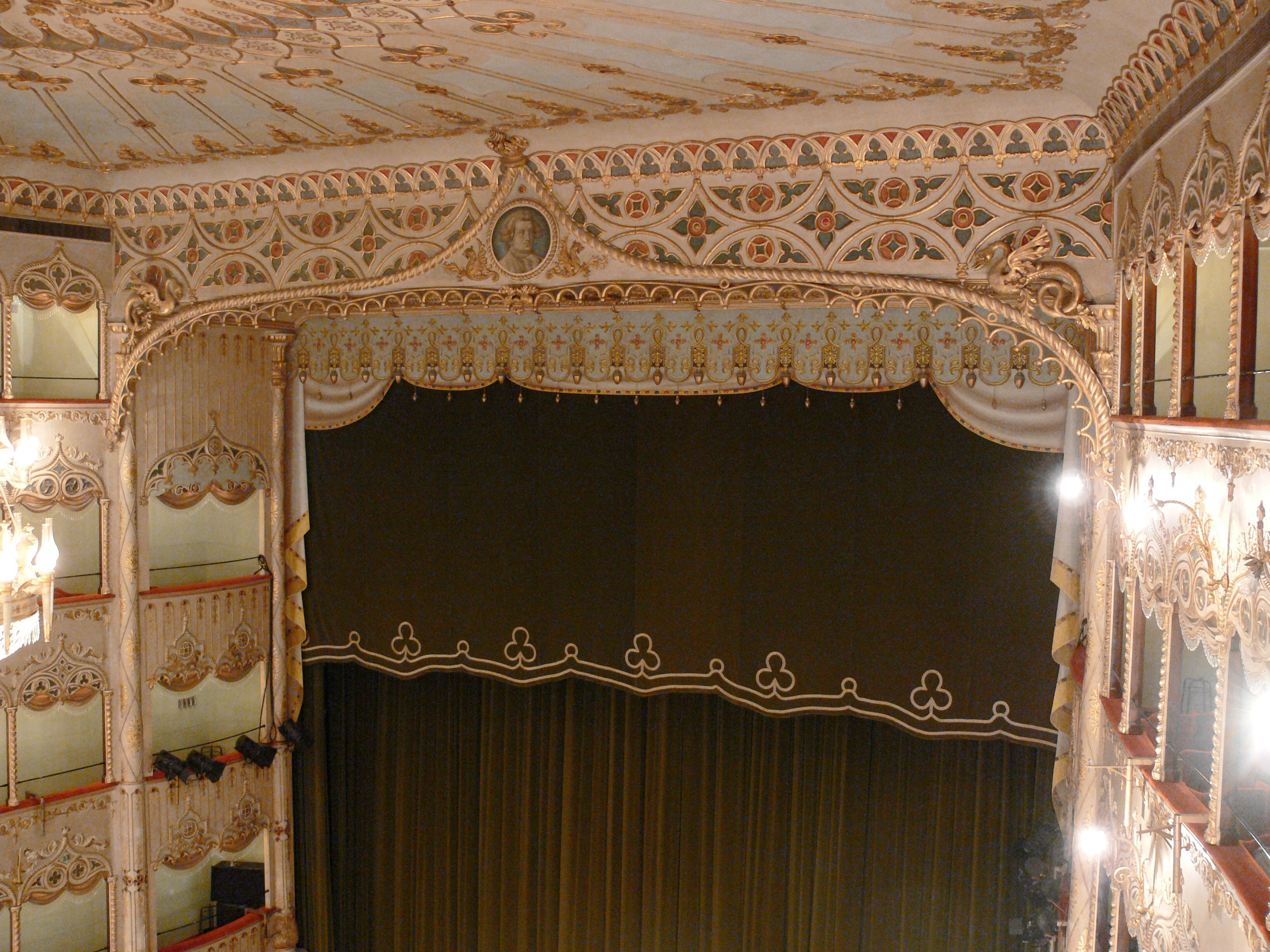
Teatro Carlo Goldoni di Venezia

Nel teatro drammatico, è necessaria la presenza di tre elementi fondamentali: autore, attori e spettatori. Se in altre forme d'arte teatrale spesso l'autore non è necessario, in un dialogo teatrale, scritto o non scritto, esiste sempre un autore, che può talvolta coincidere, nel caso dell'improvvisazione, con l'attore stesso. Il teatro drammatico presuppone quindi l'esistenza di un testo, e la comunicazione verbale, anche quando non esclusiva, è comunque fondamentale.
Il concetto di dramma e di drammaticità è legato maggiormente ad un dialogo che non ad un monologo o ad una lirica (pur potendo etimologicamente essere riferita a qualunque forma letteraria destinata alla scena). È con la presenza di almeno un altro attore dialogante che si può meglio esprimere la caratteristica principale del teatro drammatico: il contrasto tra almeno due differenti elementi. Bernard Shaw, introducendo il suo primo volume di commedie, afferma: «Non c'è opera teatrale senza conflitto». Un contrasto può verificarsi anche in un testo leggero, e costituisce la sua ossatura.

### Generi a sé stanti
Alcuni eventi teatrali sono considerati dei generi a sé stanti, pur entrando nel novero delle rappresentazioni di carattere teatrale.
- Opera lirica: è un genere teatrale e musicale in cui l'azione scenica è sottolineata ed espressa prevalentemente attraverso la musica ed il canto. I cantanti sono accompagnati da un complesso strumentale che può allargarsi fino a formare una grande orchestra sinfonica. In genere non sono presenti attori, e il testo letterario, chiamato libretto, è perlopiù cantato nella virtuosa modalità della voce lirica.
- Teatro Fisico: È un metodo e un approccio al teatro che integra diversi generi teatrali basati sul linguaggio del corpo e sul significato del movimento nello spazio, nasce dallo studio del Mimo. Attraverso l'osservazione e l'analisi dei movimenti, insegna la trasposizione fisica e, attraverso l'uso dell'improvvisazione, la sua traduzione in un atto teatrale. Si stabilisce un rapporto stretto tra il movimento, il gesto, la parola e i processi psicologici. In questo contesto, il performer diventa "creatore", capace di mettere in scena, fare regia e adattarsi a vari stili teatrali. Noto per i suoi studi sul teatro fisico è Jacques Lecoq.
- Teatro-danza: è una forma di danza allegorica, spesso simbolista, fortemente animata dalla fusione tra teatro e arti figurative, e dove l'elemento narrativo è connotato in modo astratto e antinaturalistico. In genere anche in questo caso non ci sono attori in scena, ma danzatori, escludendo quei casi di attori poliedrici in grado di eseguire complesse coreografie.
- Teatro dell'oppresso: è un metodo teatrale elaborato da Augusto Boal a partire dagli anni sessanta, prima in Brasile e poi in Europa, che usa il teatro come mezzo di conoscenza e come linguaggio, come mezzo di conoscenza e trasformazione della realtà interiore, relazionale e sociale. È un teatro che rende attivo il pubblico e serve ai gruppi di "spett-attori" per esplorare, mettere in scena, analizzare e trasformare la realtà che essi stessi vivono. Ha tra le finalità quella di far riscoprire alla gente la propria teatralità, vista come mezzo di conoscenza del reale, e di rendere gli spettatori protagonisti dell'azione scenica, affinché lo siano anche nella vita.
- Teatro canzone: genere teatrale e musicale, nato su ispirazione e derivazione del musical, ma più espressamente figlio del teatro di Bertold Brecht e degli spettacoli francesi di cantanti come Édith Piaf, Jacques Brel, Juliette Gréco. Il massimo esponente di questo genere è stato Giorgio Gaber che, con Sandro Luporini ha creato un vero e proprio filone di musica e teatro di narrazione, legato principalmente a tematiche sociali e politiche, fin dalla fine degli anni '60. Attualmente molti cantautori e gruppi operano con stili e realizzazioni sceniche vicine al teatro canzone. Qui si possono citare Flavio Oreglio, Marco Paolini coi Mercanti di Liquore, Yo-Yo Mundi, Banda Putiferio.
- Teatro ludico: è un genere teatrale in cui l'azione scenica introduce gli elementi per un gioco che implica la partecipazione del pubblico.

## Il teatro dietro le quinte
Il teatro non è solo ciò che si vede sul palcoscenico. Uno spettacolo spesso coinvolge un intero mondo di persone nella creazione dei costumi, delle scenografie, dell'illuminotecnica, della musica, e tutti coloro che, dietro le quinte, concorrono al perfetto svolgimento dell'evento, i direttori di scena, gli attrezzisti, i macchinisti, i tecnici audio e luci, il trovarobe, le sarte, le parrucchiere e, ovviamente, il regista.

## Teatro e rito
Il rapporto tra rito e teatro è in continuo sviluppo, dagli albori di questa disciplina fino ai giorni nostri. L'autonomia del teatro dal rito è una conquista progressiva: in origine, l'attore e il sacerdote si confondono. La maschera sacra che inizialmente è la rappresentazione del dio, diventa poi lo strumento di un gioco narrativo che si allontana dal senso originario. Durante le rappresentazioni dionisiache in cui, per usare le parole del filologo ungherese Károly Kerényi, «gli uomini passano dalla parte degli dei», accanto alle forme rituali si sviluppano forme teatrali e parateatrali, che assumono il carattere nuovo di affermazione dell'identità di gruppo e di condivisione di valori comuni. Rito e teatro, una volta distinti, assumono compiti diversi. Il teatro esplora la condizione umana, diventando coscienza critica sulle condizioni del mondo, dando forma alla tensione verso il futuro, alle speranze e progettualità sociali del gruppo.
In epoche successive, il confine tra teatro e rito si ridefinisce. Nelle corti rinascimentali le rappresentazioni (sacre e profane) esprimono l'essenza dello Stato Assoluto e le ragioni spirituali e politiche del potere. Nascono cerimoniali laici, esemplari del rapporto tra il Principe e la società, mentre il teatro celebra nuovi eroi, ricollegandosi ai miti classici.
L'ultimo grande cambiamento nel rapporto tra rito e teatro si ha nella Rivoluzione francese,
che smantella il senso religioso come legame della collettività. Il teatro assume la sua forma mondana e commerciale, espressione della nascente borghesia.

## Teatro e cinema
«Il cinematografo non ha niente a che vedere col teatro», disse una volta Eduardo De Filippo. «L'attore quando muore deve morire. Basta! Deve sparire! Non deve lasciare quest'ombra, questa falsa vita». Peter Brook afferma che la vita di uno spettacolo teatrale dura, al massimo, quattro anni, dopodiché lo spettacolo «invecchia e muore». Una delle più evidenti differenze tra le due arti è il perdurare nel tempo dell'evento spettacolare. Il cinema definisce l'attore nella sua prestazione artistica, fissandola sulla pellicola. Nel teatro uno dei fondamenti del mestiere d'attore è la ricerca della perfezione sapendo di non poterla mai raggiungere. La pratica teatrale rivolge la sua maggiore attenzione sul processo più che sul risultato (che nel cinema è l'unico possibile elemento di valutazione).
Sia il teatro che il cinema tentano di rappresentare la realtà, non necessariamente in una modalità naturalistica. I temi e gli argomenti che toccano sono simili, e se la 'settima arte', più giovane, ha tratto elementi utili dal teatro, il travaso è avvenuto anche nella direzione inversa.
Il cinema delle origini, fatto di inquadrature fisse, somiglia al teatro e del teatro utilizza i testi. Mentre il cinema prende il suo spazio e raggiunge una completa autonomia, il teatro sperimentale porta nelle sale le immagini proiettate, arrivando al 'teatro multimediale' degli ultimi anni, in cui è frequente la presenza di una videocamera sul palcoscenico, che riprende in modo più o meno insolito ciò che succede in scena, per rimandarlo immediatamente su uno o più schermi.

## Teatro e televisione
Negli anni cinquanta e anni sessanta, quando la Rai prefiggeva compiti pedagogici alla programmazione televisiva, il teatro di prosa occupava uno spazio rilevante nei palinsesti, con un appuntamento fisso settimanale, raddoppiato, poi, quando venne irradiato anche il secondo canale.
All'epoca le trasmissioni erano rigidamente in diretta, per cui il linguaggio di tali "teleteatri" era molto simile a quello del teatro tradizionale. In genere, però erano realizzati in studi televisivi e solo eccezionalmente riguardavano riprese di spettacoli teatrali dal vivo della scena.
Nel repertorio largo spazio era riservato a testi stranieri. Per quello che riguardava la produzione italiana un interessante filone fu quello del teatro "dialettale" come Eduardo De Filippo e Gilberto Govi.
Tra gli autori si spaziava da Aristofane ad Alfieri, Shakespeare, Schiller, Čechov, Goethe, Ibsen, Pirandello.
Con il sopravvento della teleregistrazione cambiò anche il genere, con il sorgere dello sceneggiato televisivo, la fiction e il definitivo allontanamento del linguaggio televisivo e quello teatrale.
Negli anni d'oro il mezzo televisivo contribuì grandemente alla conoscenza nel grande pubblico di autori, opere, registi, attori. In genere l'accoglienza fu entusiastica. Un'operazione eccessivamente "intellettuale" fu nel 1959 il Dyskolos di Menandro (l'unica sua commedia pervenutaci pressoché intera) che suscitò un'indignata serie di lettere di protesta per l'intreccio giudicato "puerile".